# Lijst van uitgestorven Mollusca
Deze lijst van uitgestorven Mollusca geeft een (nooit compleet) overzicht van soorten met de laatste geologische periode waarin elke soort aanwezig was ('Last Appearance Datum' of 'LAD'). Van groepen die in hun totaliteit (bijna) zijn uitgestorven (zoals Ammonoidea, Belemnieten, Nautiloidea en Rudisten) wordt slechts de groepsnaam gegeven.
De derde kolom geeft de bron waarop de LAD gebaseerd is.
| Taxon                              | 'Last Appearance Datum'  | Bron (LAD)              |
| ---------------------------------- | ------------------------ | ----------------------- |
| Acanthocardia sliggersi            | Tiglien                  | [ 1 ]                   |
| Acila cobboldiae                   | Tiglien ?                | [ 2 ] [ 3 ]             |
| Ammonoidea                         | Maastrichtien            |                         |
| Arcoperna sericea                  | Boven Plioceen           | [ 3 ]                   |
| Astarte trigonata                  | Onder Plioceen ?         | [ 2 ] [ 3 ]             |
| Belemnieten                        | Maastrichtien            |                         |
| Bithynia bavelensis                | Bavel Interglaciaal      | [ 4 ] [ 5 ]             |
| Borysthenia goldfussiana           | Cromerien                | [ 4 ] [ 5 ]             |
| Cerastoderma hostiei               | Tiglien                  | [ 2 ] [ 3 ]             |
| Cerastoderma parkinsoni            | Boven Plioceen           | [ 2 ]                   |
| Corbicula fluminalis auct. sp.     | Oostermeer Interglaciaal | [ 2 ] [ 4 ] [ 6 ] [ 7 ] |
| Cubitostrea ventilabrum            | Lutetien                 | [ 2 ]                   |
| Ellobium pyramidale                | Tiglien                  | [ 4 ] [ 5 ] [ 8 ]       |
| Fagotia wuesti                     | Bavel Interglaciaal      | [ 4 ] [ 5 ]             |
| Gastrana laminosa                  | Boven Plioceen           | [ 2 ]                   |
| Laevicardium decorticatum          | Boven Plioceen           | [ 2 ] [ 3 ]             |
| Lithoglyphus jahni                 | Bavel Interglaciaal      | [ 4 ] [ 5 ]             |
| Lucinella juttingae                | Tiglien                  | [ 2 ] [ 3 ]             |
| Mactra stultorum plistoneerlandica | Eemien                   | [ 2 ]                   |
| Mytilus antiquorum                 | Boven Plioceen           | [ 9 ]                   |
| Neptunea angulata                  | Boven Plioceen           | [ 3 ] [ 8 ]             |
| Nuculana deshayesiana              | Rupelien                 | [ 2 ]                   |
| Palliolum gerardi                  | Boven Plioceen           | [ 2 ] [ 3 ]             |
| Parafossarulus crassitesta         | Holsteinien              | [ 4 ] [ 5 ] [ 6 ]       |
| Parafossarulus priscillae          | Tiglien                  | [ 4 ] [ 5 ]             |
| Parvilucina scaldensis             | Boven Plioceen           | [ 2 ]                   |
| Petalocardia pectinifera           | Bartonien                | [ 2 ]                   |
| Pisidium clessini                  | Oostermeer Interglaciaal | [ 4 ] [ 5 ] [ 6 ]       |
| Planorbarius peetersi              | Tiglien                  | [ 4 ] [ 5 ]             |
| Rudisten                           | Maastrichtien            |                         |
| Scapharca diluvii                  | Mioceen                  | [ 2 ]                   |
| Sphaerium rosmalense               | Tiglien                  | [ 4 ] [ 5 ]             |
| Sphaerium subtile                  | Tiglien                  | [ 4 ] [ 10 ]            |
| Spisula arcuata                    | Boven Plioceen           | [ 2 ]                   |
| Spisula inaequilatera              | Tiglien                  | [ 2 ] [ 3 ]             |
| Succinea antiqua                   | Laat Pleistoceen         | [ 11 ]                  |
| Tanousia runtoniana                | Cromerien                | [ 4 ] [ 5 ]             |
| Tanousia stenostoma                | Cromerien                | [ 12 ]                  |
| Tellina benedeni                   | Boven Plioceen           | [ 2 ]                   |
| Tournouerina belnensis             | Tiglien                  | [ 4 ] [ 5 ]             |
| Valvata salebrosa                  | Bavel Interglaciaal      | [ 4 ] [ 10 ]            |
| Venerupis senescens                | Eemien                   | [ 2 ]                   |
| Venus multilamella                 | Mioceen                  | [ 2 ]                   |
| Vepricardium subporulosum          | Lutetien                 | [ 2 ]                   |
| Viviparus diluvianus               | Holsteinien              | [ 4 ] [ 5 ] [ 6 ]       |
| Viviparus glacialis                | Tiglien                  | [ 4 ] [ 5 ]             |
| Viviparus teschi                   | Tiglien                  | [ 4 ] [ 5 ]             |
| Yoldia lanceolata                  | Tiglien                  | [ 2 ] [ 3 ]             |
| Yoldia oblongoides                 | Tiglien                  | [ 2 ] [ 3 ]             |
| Yoldia semistriata                 | Boven Plioceen           | [ 2 ] [ 3 ]             |